# Berberis pichinchensis
Berberis pichinchensis är en berberisväxtart som beskrevs av Porphir Kiril Nicolai Stepanowitsch Turczaninow. Berberis pichinchensis ingår i släktet berberisar, och familjen berberisväxter. Inga underarter finns listade i Catalogue of Life.